# Brackendale Eagles Provincial Park
Der Brackendale Eagles Provincial Park ist ein Provincial Park in der kanadischen Provinz British Columbia. Er liegt am Squamish River in unmittelbarer Nachbarschaft von Brackendale, einer Vorstadt von Squamish. Bekannt ist er durch die überwinternde Population von Weißkopfseeadlern.
Da der Park im Squamish-Lillooet Regional District durch öffentliche Straßen/Zugänge nicht erschlossen ist, wird er auch als Back Country Park bezeichnet.

## Anlage
Der Park liegt am Rand der Tantalus Range und am westlichen Ufer des Squamish River, während am östlichen Ufer die Gemeinde Squamish liegt. Im Nordosten grenzt der Park an den Tantalus Provincial Park und im Süden schließt sich als weiteres Schutzgebiet das im Jahr 2007 eingerichtete Skwelwil'em Squamish Estuary Wildlife Management Area an. Im Norden umfasst der Park auch Gebiet auf dem Westufer des Squamish River sowie eine kleine Fläche östlich des hier in diesen einmündenden Cheakamus River. Weiterhin umschließt der Park in Norden ein ebenfalls von BC Parks verwaltetes besonders Schutzgebiet, das Baynes Island Ecological Reserve, welches im Wesentlichen Baynes Island im Squamish River umfasst. Der Park wird durch eine Hochspannungsleitung in einen östlichen und einen westlichen Bereich geteilt. Außerdem umschließt der Park im Süden das Indian reserve Yekwaupsum 19 der Squamish.
Bei dem Provinzpark handelt es sich um ein Schutzgebiet der IUCN-Kategorie IV (Biotop-/Artenschutzgebiet mit Management).

## Geschichte
Die Regierung von British Columbia veröffentlichte 1992 ihre Strategie für ein Schutzgebietssystem, welches bis 2000 12 % der Landesfläche unter Naturschutz stellen würde. Der Bereich westlich des Squamish River, welcher als wichtiger Überwinterungslebensraum für Weißkopfseeadler erkannt wurde, wurde für die Unterschutzstellung als Bestandteil der Strategie ausgewählt. Der Brackendale Eagles Provincial Park wurde 1999 formell gegründet. Der Park hält den Weltrekord für nachgewiesene Weißkopfseeadler; 1994 wurden 3.769 gezählt.
Die Geschichte der Gegend geht jedoch weiter zurück als nur die des Parks. Die traditionelle Nutzung der Parkbereiches ist nicht gut dokumentiert. Innerhalb der Grenzen des Parks oder des ökologischen Reservats gibt es keine dokumentierten archäologischen Stätten; es gibt jedoch mehrere archäologische oder kulturelle Stätten in umliegenden Bereichen.

## Flora und Fauna
Das Ökosystem von British Columbia wird mit dem Biogeoclimatic Ecological Classification (BEC) Zoning System in verschiedene biogeoklimatischen Zonen eingeteilt. Biogeoklimatische Zonen zeichnen sich durch ein grundsätzlich identisches oder sehr ähnliches Klima sowie gleiche oder sehr ähnliche biologische und geologische Voraussetzungen aus. Daraus resultiert in den jeweiligen Zonen dann auch ein sehr ähnlicher Bestand an Pflanzen und Tieren. Innerhalb dieser Systematik wird das Parkgebiet der Coastal Douglas Fir Zone zugeordnet.
Der Park gehört zu den entscheidenden Überwinterungsplätzen der Weißkopfseeadler, die sich im Winter von Lachsen im Squamish River und im Cheakamus River ernähren. Der Park bietet weiteren 148 Vogelarten einen Lebensraum. Außerdem leben mehrere große Säugetierarten im Park; dazu gehören Schwarzbär, Luchs, Puma, Wolf, Kojote, Columbia-Maultierhirsch und Roosevelt-Wapiti. Es gibt auch viele Kleinsäuger wie Nördliches Gleithörnchen, Gelbes Fichtenstreifenhörnchen und Schneeschuhhase. Reptilien und Amphibien kommen gleichfalls im Park vor, wenn auch mit weniger Arten als die Säugetiere.